# Parnassius sacerdos
Parnassius sacerdos är en fjärilsart som beskrevs av Hans Ferdinand Emil Julius Stichel 1906. Parnassius sacerdos ingår i släktet Parnassius och familjen riddarfjärilar. Inga underarter finns listade i Catalogue of Life.

## Bildgalleri

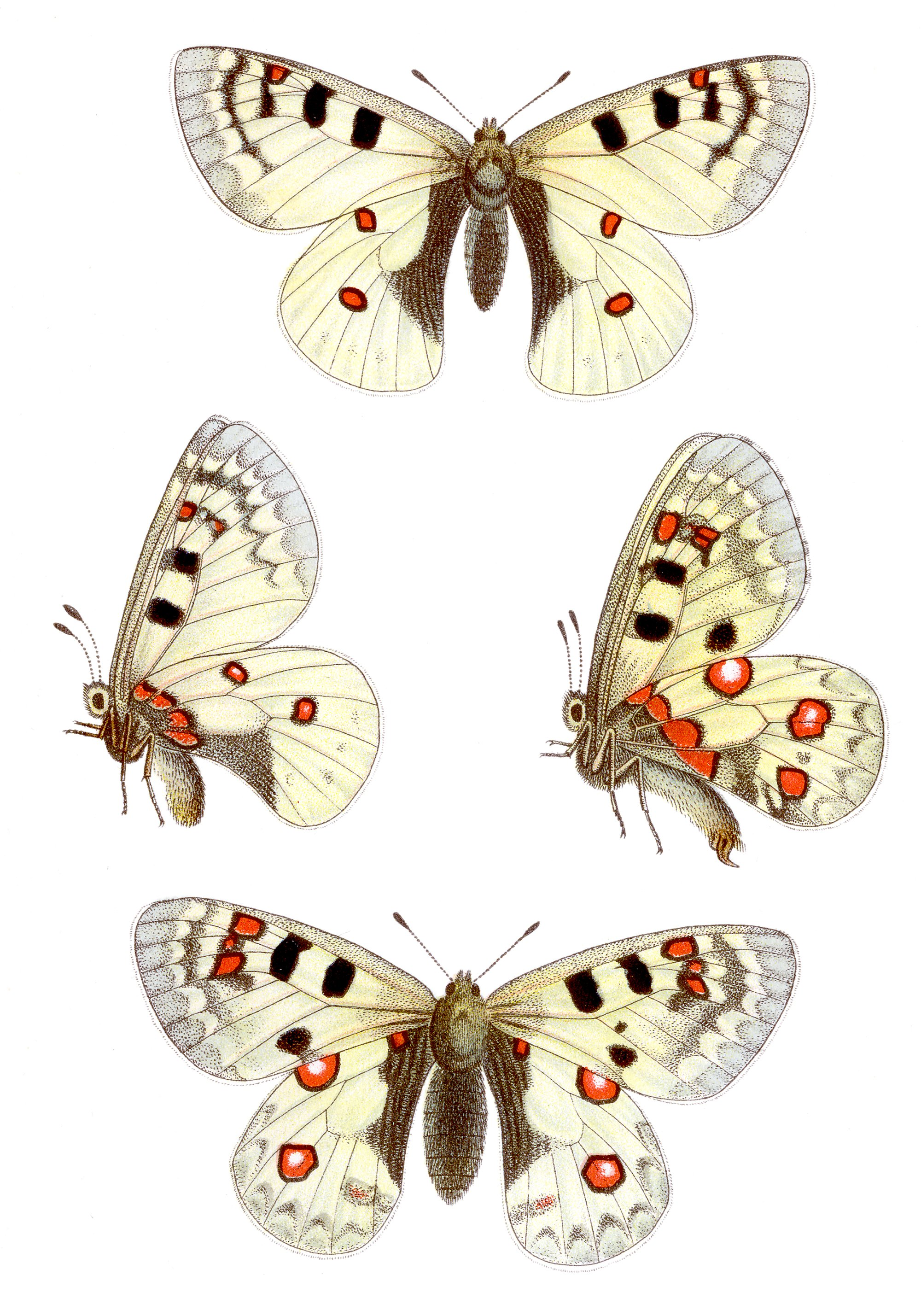
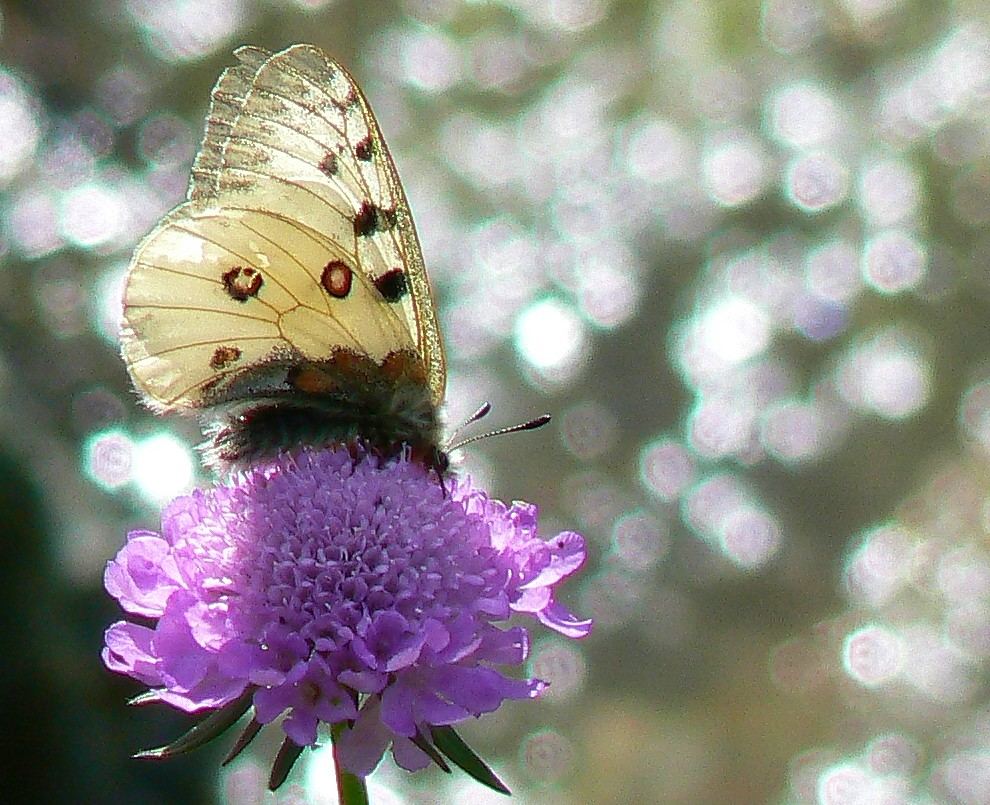
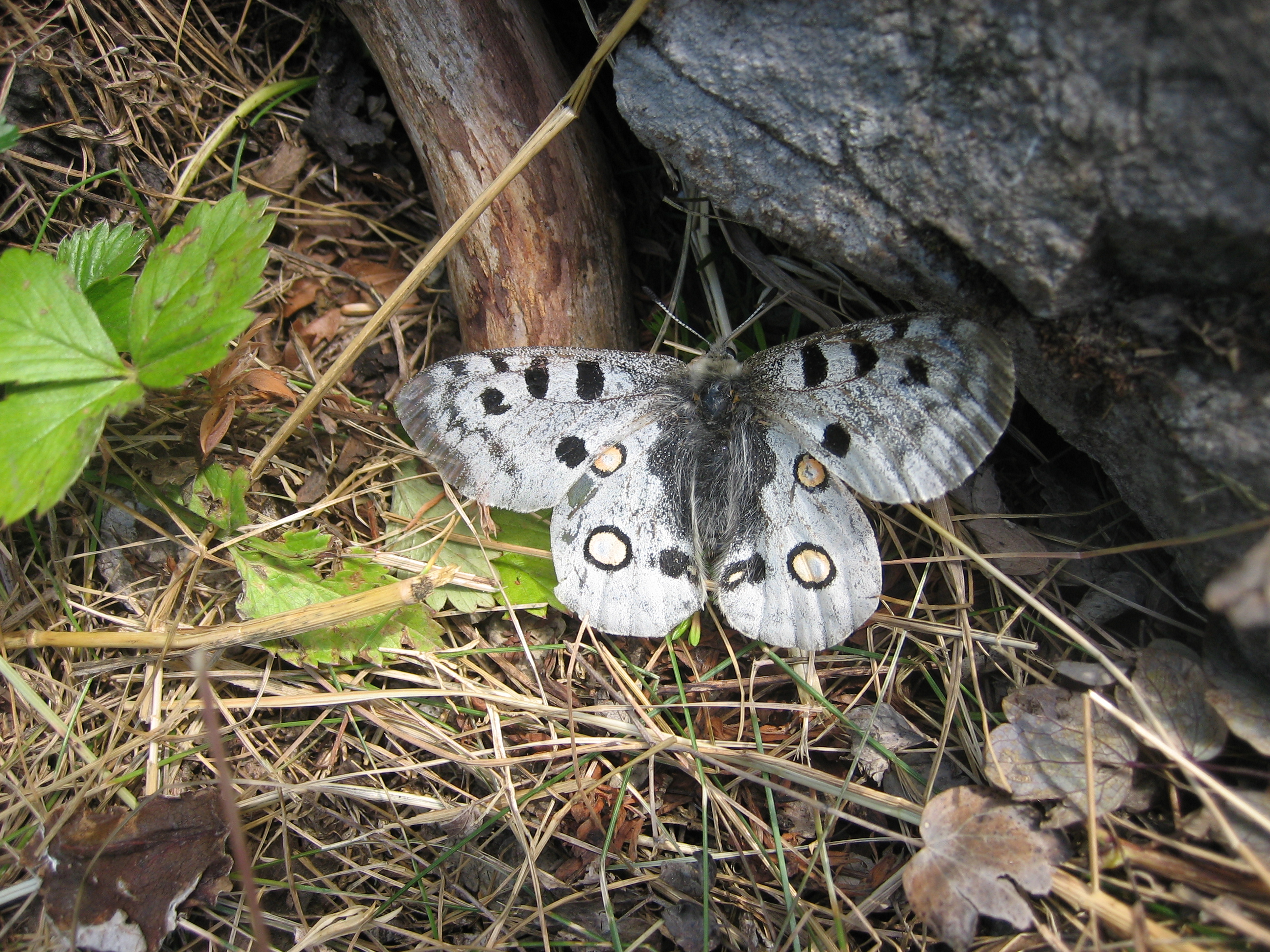
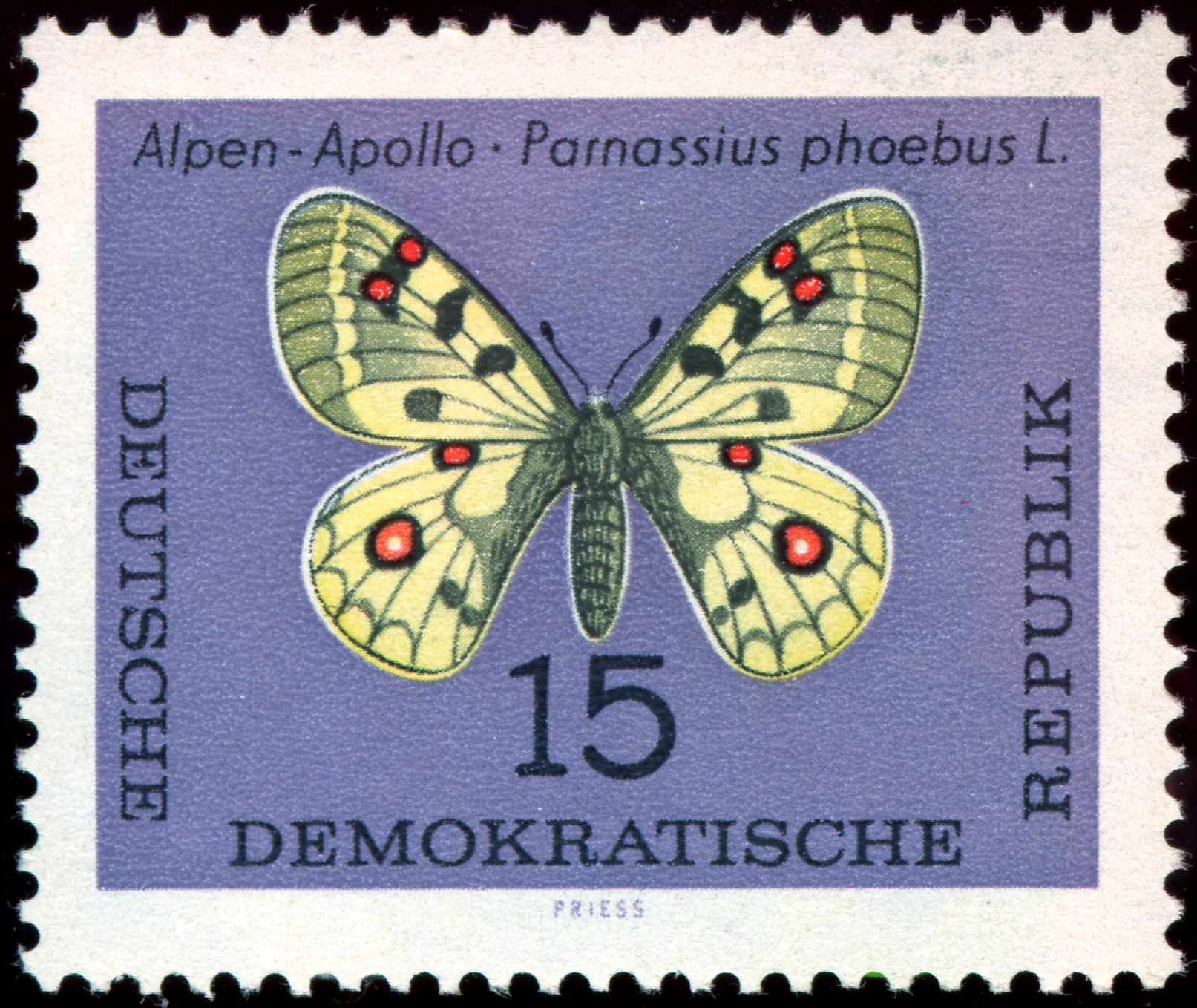
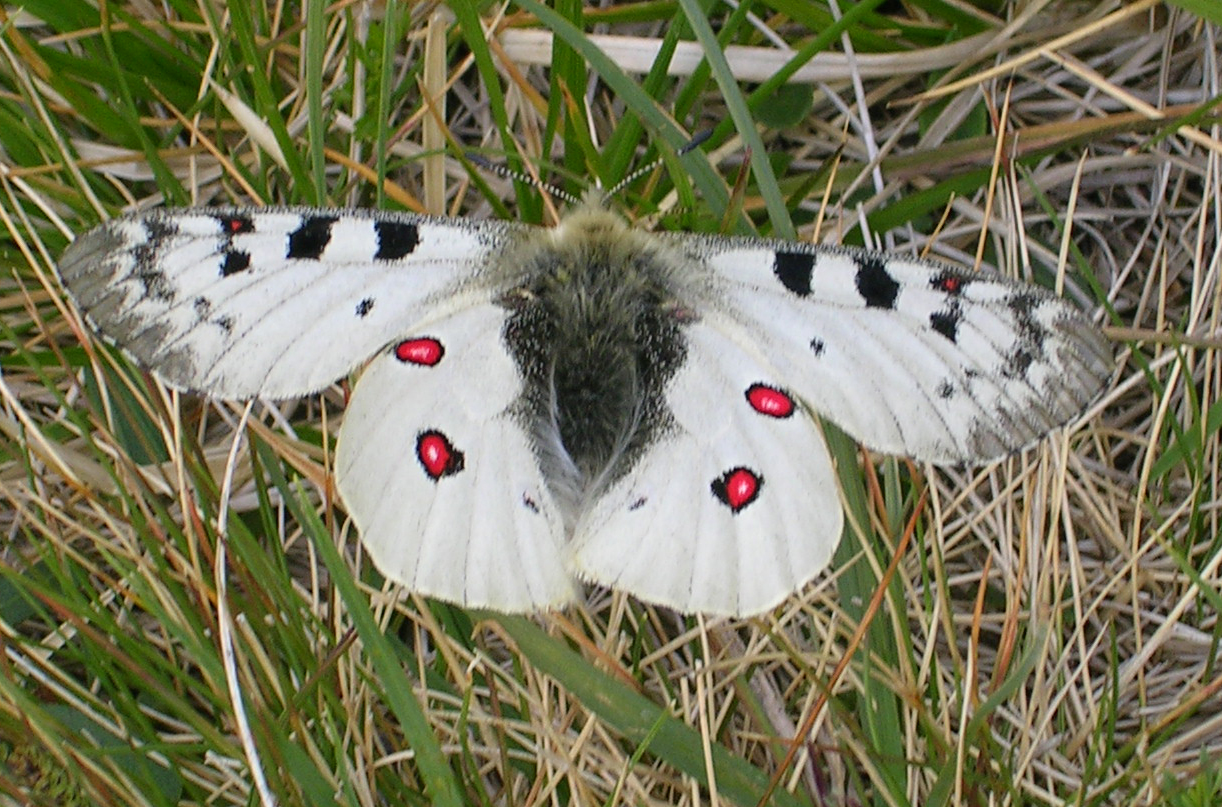